# Thu hồi nợ
Thu hồi nợ là quá trình thu hồi các khoản khoản nợ từ một cá nhân hoặc một doanh nghiệp. Một tổ chức chuyên về thu hồi nợ được gọi là cơ quan thu hồi nợ hoặc công ty thu hồi nợ. Hầu hết các tổ chức thu hồi nợ hoạt động như đại lý của các chủ nợ, và ăn chia hoa hồng từ số tiền nợ thu được.